# Cervinia plumosa
Cervinia plumosa is een eenoogkreeftjessoort uit de familie van de Aegisthidae. De wetenschappelijke naam van de soort is voor het eerst geldig gepubliceerd in 1983 door ItôTat.